# Нижнее Березово-Второе
Нижнее Березово-Второе — село в Шебекинском районе Белгородской области, входит в состав Белянского сельского поселения.

## География
Расположено на автомобильной дороге 14К-3 западнее села Старовщина.
Через село протекает река Нежеголь, на северо-западе от него находится Бекарюковский бор.

## Исторический очерк
Своё название "второе" получила, так как до 10ых годов 21 века существовал хутор Нижнее Берёзово-первое, однако оно слилось с селом Артельное(выходцем хутора является герой СССР Зыбин И.Ф., но так как сейчас этого населённого пункта нет многие ошибочно приписывают, что он из второго Нижнего Берёзова). Нижнее Берёзово так и осталось вторым, оставив за собой статус самого длинного названия в Белгородской области.
Село "делиться" на 4 части - Хутор(Октябрьская, Пролетарская, Колхозная); Село(ул. Заречная); Мухановка(ул. Садовая), названная в честь помещика Муханова; Поповщина(ул. Подгорная), названная в честь Попова дома (Подгорная 6).
На территории современного кладбища до 30-х годов двадцатого века в селе существовала Николаевская деревянная церковь, 1797 года постройки. К ней прилегала церковно-приходская школа, которая была уничтожена во время Второй мировой войны.
Сохранилась деревенская легенда, что Решетников лес (в честь помещиков Решетниковых) был границей между нами и монголо-татарами. От владения Решетниковых в селе сохранился фонтан - так назывался местными жителями колодец. Так же плохо сохранилась история про Турецкую гору (находящуюся в соседнем Огнищево, которое де-факто является продолжением Нижнего Берёзова), что она была названа в честь девушки турецкого происхождения, которая обходит меловую гору в полночь, неся на плече кувшин. Но и в 90-е гора привлекала внимание местных, ведь на ней никогда ничего не росло (в отличии от других гор), из-за чего, во время повышенного интереса к инопланетянам, родилась теория, что она является площадкой для приземления летающей тарелки, из-за чего она и "голая". Однако, годы спустя, когда в разы меньше стали держать коров да овец, и Турецкая гора стала обрастать ёлочками.

### Улицы
- ул. Заречная
- ул. Колхозная
- ул. Октябрьская
- ул. Подгорная
- ул. Пролетарская
- ул. Садовая

## Население
| 2002 | 2010 |
| ---- | ---- |
| 350  | ↗364 |

## История
В 1964 году в этом селе проходили съёмки фильма кинорежиссёра Анатолия Буковского «Сумка, полная сердец» по одноимённой повести Владимира Фёдорова.